# 가계정
가계정(假計定, suspense account)은 분석 및 영구 분류가 보류 중인 의심스러운 항목과 불일치 항목을 전달하기 위해 일시적으로 사용되는 계정이다.
유효하지 않은 계좌번호로 입력된 금전거래(현금영수증, 현금지불, 분개장)의 저장소가 될 수 있다. 지정된 계정이 존재하지 않거나 삭제/동결되었을 수 있다. 이러한 조건 중 하나가 적용되는 경우 거래분은 가계정으로 전달되어야 한다.
은행 계좌가 없는 사람들을 위한 모바일 뱅킹인 다이렉트 뱅킹(무지점 뱅킹, branchless banking, BB)의 계정은 '송금 중 현금'에 사용된다. 예를 들어 송금인은 미국 ACH 계정에서 일본의 BB 휴대폰 번호로 지불금을 보낸다. 고객은 BB 에이전트로부터 이 금액을 인출하라는 알림을 모바일로 받는다. 그들이 인출할 때까지 송금액은 가계정에 남아 금융 기관 또는 BB 인에이블러가 그 돈에 대한 유동/이자를 얻는다. 고객 출금이 완료되면 가계정에서 현금 출금을 진행한 대리인의 계좌로 자금이 이동한다.
가계정은 금액이 일시적으로 기록되는 총계정원장의 계정이다. 거래가 기록되는 시점에 적절한 계정을 결정할 수 없을 때 가계정이 사용된다. 적정계좌가 결정되면 미수금계좌에서 적정계좌로 금액이 이체된다. 또한 종가나 시산잔고의 차변과 대변에 차이가 있을 때 오류 원인을 찾아 정정할 때까지 보관 영역으로 사용할 수 있다.
가계정은 임시로 사용하기 때문에 언젠가는 정리해야 한다. 가계정은 통제 위험의 하나에 속한다.

## 같이 보기
- 회계